# فهرست کشورهای خاورمیانه بر پایه جمعیت

پرچم کشورهای خاورمیانه

در اینجا فهرستی از کشورهای خاورمیانه با جمعیتشان می‌بینید.
| رتبه | نام کشور          | میانگین رشد سالانه (درصد) | میانگین رشد سالانه (تعداد) | آخرین گزارش    |
| ---- | ----------------- | ------------------------- | -------------------------- | -------------- |
| ۱    | پاکستان           | ۱٫۹۴                      | ۱٬۹۸۱٬۰۰۰                  | ۲۳ ژانویه ۲۰۲۱ |
| ۲    | ایران             | ۱٫۳۰                      | ۱٬۰۲۱٬۰۰۰                  | ۲۳ ژانویه ۲۰۲۱ |
| ۳    | ترکیه             | ۲٫۳۲                      | ۱٬۰۳۰٬۰۰۰                  | ۲۰۲۰           |
| ۴    | عربستان سعودی     | ۱٫۵۹                      | ۷۵۱٬۰۰۰                    | ۲۸ آوریل ۲۰۲۰  |
| ۵    | یمن               | ۲٫۲۸                      | ۷۶۶٬۰۰۰                    | ۲۸ آوریل ۲۰۲۰  |
| ۶    | سوریه             | ۲٫۴۵                      | ۵۵۷٬۰۰۰                    | ۲۸ آوریل ۲۰۲۰  |
| ۷    | اردن              | ۱٫۰۰                      | ۱۸۳٬۰۰۰                    | ۲۰۲۰           |
| ۸    | امارات متحده عربی | ۱٫۳۲                      | ۸۳٬۰۰۰                     | ۲۸ آوریل ۲۰۲۰  |
| ۱۰   | افغانستان         | ۱٫۴۸                      | ۱۰۱٬۴۱۳                    | ۲۸ آوریل ۲۰۲۰  |
| ۱۱   | لبنان             | -۰٫۴۴                     | ۷۵٬۰۰۰                     | ۲۸ آوریل ۲۰۲۰  |
| ۱۲   | عمان              | ۲٫۶۵                      | ۲۰۴٬۰۰۰                    | ۲۳ ژانویه ۲۰۲۱ |
| ۱۳   | 🇮🇱 اسراییل        | ۲٫۴۱٪                     | —                          | ۲۰۲۰           |
| ۱۴   | کویت              | ۱٫۵۱                      | ۱۲۱٬۰۰۰                    | ۲۸ آوریل ۲۰۲۰  |
| ۱۵   | قطر               | ۴٫۲۹                      | ۸۷٬۰۰۰                     | ۳۱ اکتبر ۲۰۱۵  |
| ۱۶   | بحرین             | ۳٫۶۸                      | ۱۲۲٬۰۰۰                    | ۲۸ آوریل ۲۰۲۰  |
|      | مجموع             | ۲٫۰۱                      | ۸٬۲۸۴٬۰۰۰                  | —              |

فلسطین